# Áttila de Carvalho
Áttila de Carvalho ou simplesmente Áttila, (Rio de Janeiro, 16 de dezembro de 1910 — local e data da morte desconhecidos), foi um futebolista brasileiro que atuou como atacante.

## Carreira
Áttila iniciou-se no esporte no America-RJ em 1928. No clube rubro, foi campeão do Campeonato Carioca de Futebol de 1931. Permaneceu neste clube até 1933, ano em que foi jogar no Botafogo. Por este time, venceu mais dois estaduais: de 1933 e 1934.
Jogou no Padova da Itália e retornou ao Brasil em 1938, para jogar novamente no Botafogo.
Áttila fez 9 partidas com a camisa da Seleção Brasileira, nenhuma oficial, e não marcou gol. O atleta foi um dos convocados para a representar o país na Copa do Mundo de 1934.

## Títulos
America-RJ
- Campeonato Carioca: 1931[1]

Botafogo
- Campeonato Carioca: 1933, 1934[1]
- Torneio Início: 1934